# 大費多里夫卡
47°59′33″N 32°59′15″E / 47.99250°N 32.98750°E
大費多里夫卡（烏克蘭語：Великофедорівка），是烏克蘭南部的村莊，隸屬尼古拉耶夫州的巴什坦卡區。該村始建於1840年，面積0.44平方公里，海拔高度82米，2001年人口38，人口密度每平方公里86.4人。